# Helmleguanen
Helmleguanen (Corytophanes) zijn een geslacht van hagedissen uit de familie Corytophanidae.

## Naam en indeling
De wetenschappelijke naam van de groep werd voor het eerst voorgesteld door Heinrich Boie in 1827. Er zijn drie soorten die vroeger tot de familie leguanen (Iguanidae) werden gerekend.

## Uiterlijke kenmerken
Alle soorten zijn zeer lenig en hebben lange poten en een lange staart, de staart is twee keer zo lang als het lichaam. Helmleguanen danken hun Nederlandstalige naam aan de kam-achtige vergroeiing aan de kop. De lichaamskleur is bruin tot groen.

## Verspreiding en habitat
De hagedissen komen voor in Midden-Amerika en noordelijk Zuid-Amerika. Ze leven in de landen Belize, Colombia, Costa Rica, El Salvador, Guatemala, Honduras, Mexico, Nicaragua en Panama.
De habitat bestaat uit tropische en subtropische bossen, zowel vochtige bossen in laaglanden als meer bergachtige streken.

## Beschermingsstatus
Door de internationale natuurbeschermingsorganisatie IUCN is aan alle soorten een beschermingsstatus toegewezen. De drie hagedissen worden gezien als 'veilig' (Least Concern of LC).

## Soorten
Het geslacht omvat de volgende soorten, met de auteur en het verspreidingsgebied.
| Naam                                 | Auteur         | Verspreidingsgebied                                                                                   | Hoogte boven zeeniveau    |
| Helmleguaan (Corytophanes cristatus) | Merrem, 1820   | Mexico, Belize, Guatemala, Nicaragua, Honduras, Costa Rica, Panama, Colombia, mogelijk in El Salvador | 600 - 800 m               |
| Corytophanes hernandezi              | Wiegmann, 1831 | Mexico, Belize, Guatemala, Honduras                                                                   | 0 - 1300 m                |
| Corytophanes percarinatus            | Duméril, 1856  | Mexico, Guatemala, El Salvador, Honduras                                                              | 1300 - 2200 m, soms 200 m |